# Haliotis tuberculata
 (décembre 2020).
Si vous disposez d'ouvrages ou d'articles de référence ou si vous connaissez des sites web de qualité traitant du thème abordé ici, merci de compléter l'article en donnant les références utiles à sa vérifiabilité et en les liant à la section « Notes et références ».
Espèce
Haliotis tuberculata est une espèce de mollusques gastéropodes marins du genre Haliotis ou Ormeau en langage courant. Sa chair, très prisée, a suscité une pêche intensive qui a conduit à son déclin dans certaines zones de distribution.

## Description
La coquille peut atteindre 10 cm de long et 6,5 cm de large. En forme d'oreille, elle porte dans sa frange inférieure une rangée incurvée de 5 à 7 orifices respiratoires. L'intérieur de la coquille est revêtu d'une couche épaisse de nacre.
Le coquillage lui-même est constitué d'un pied charnu qui porte de très nombreux petits tentacules sensoriels à l'epipodium (repli de la partie supérieure du pied).

## Distribution
Haliotis tuberculata se trouve surtout sur les côtes rocheuses européennes, de la mer Méditerranée aux îles Anglo-Normandes, mais aussi dans l'océan Atlantique, au large des îles Canaries et de l'Afrique de l'Ouest.

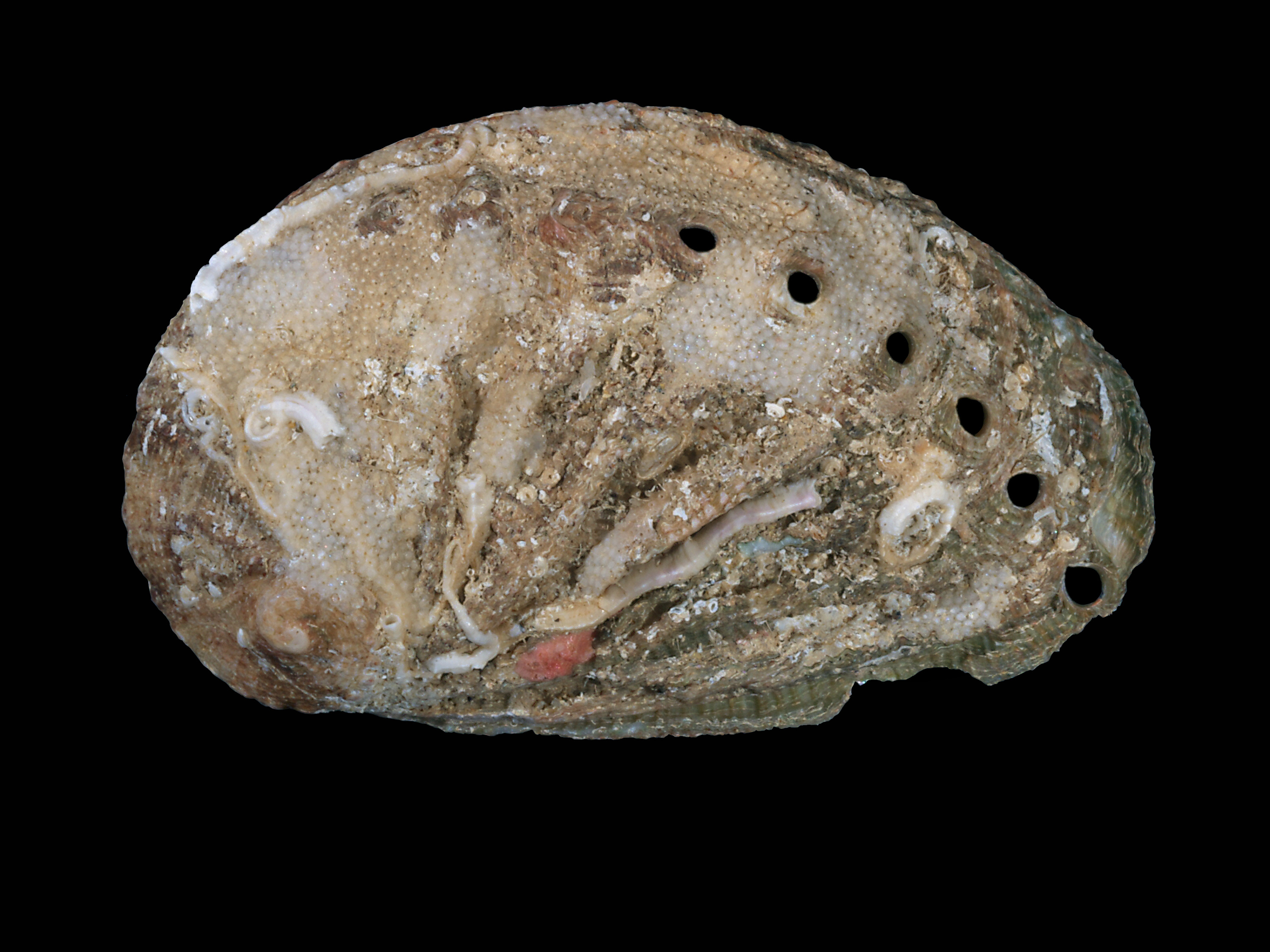
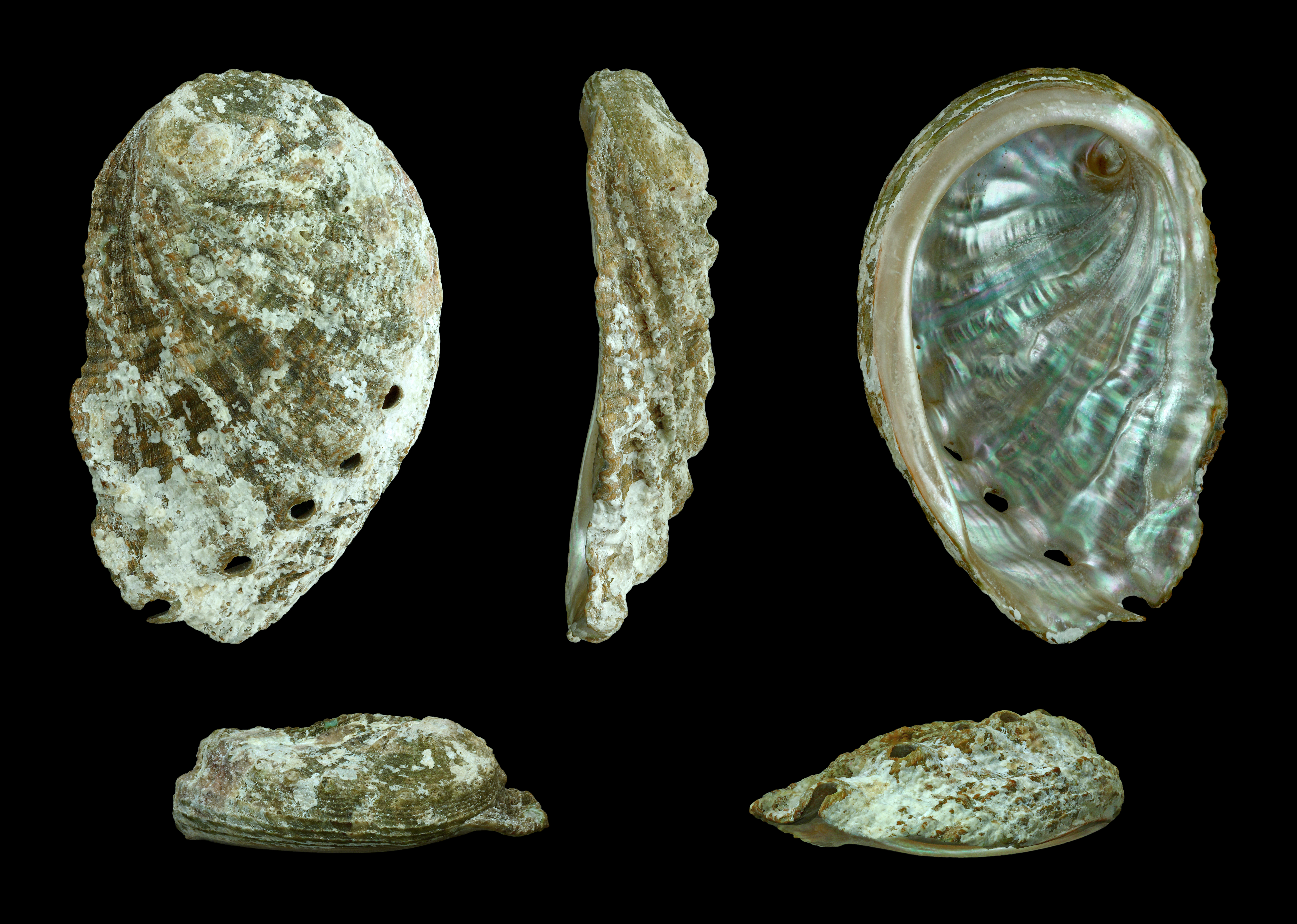

## Philatélie
Ce mollusque figure sur une émission de l'île de Jersey de 1973 (valeur faciale : 20 p.).
Il figure aussi sur un timbre émis par le royaume du Maroc en 2009 pour une valeur faciale 7,80 dirhams.